# Porte de Saignon
La Porte de Saignon est une ancienne porte de remparts de la ville d'Apt, dans le Vaucluse.

## Histoire
Elle est inscrite au titre des monuments historiques depuis le 5 octobre 1930.